# Christoph Ludwig Kerner

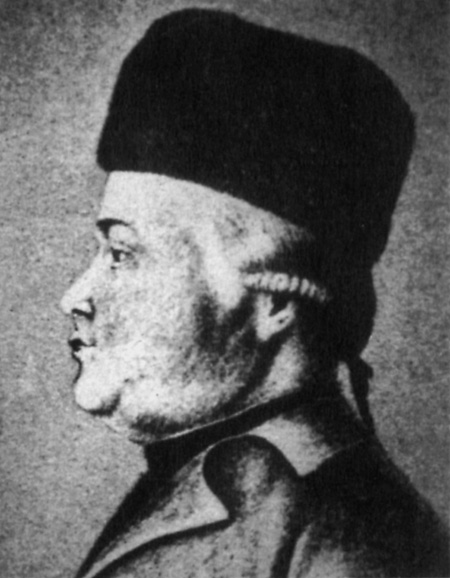
Christoph Ludwig Kerner

Christoph Ludwig Kerner (* 8. Mai 1744 in Hechingen; † 11. August 1799 in Maulbronn) war württembergischer Oberamtmann und Vater Justinus Kerners.
Christoph Ludwig Kerner war der Sohn des Hechinger Regimentsquartiermeisters Johann Georg Kerner, der später Oberamtmann des Oberamts Ludwigsburg wurde und 1766 starb. Christoph Ludwig folgte dem Vater mit 22 Jahren als Oberamtmann in Ludwigsburg. Zu seinen Aufgaben zählte auch die niedere Gerichtsbarkeit, in deren Zusammenhang er 1789 auch den Prozess gegen den Großbottwarer Räuber Johann David Linse führte. 1795 kam Kerner als Oberamtmann an das Oberamt Maulbronn. An dieser Wirkungsstätte starb er 1799.
Kerner war verheiratet mit Friederike Luise Stockmaier (1750–1817). Das Paar hatte vier Söhne und zwei Töchter. Unter den Kindern erlangten der Arzt und Publizist Johann Georg Kerner (1770–1812), der württembergische Innenminister Karl von Kerner (1775–1840) sowie der Arzt und Dichter Justinus Kerner (1786–1862) größere Bekanntheit. Die Tochter Wilhelmine (1782–1864) war die Mutter von Ferdinand Steinbeis.